# 聯勤測量學校
聯勤測量學校（简称“测校”）是中華民國陆军歷史上一所军事測量學校。

## 历史
1897年，袁世凯主持天津小站练兵，举办北洋陆军随营学堂，其中，开办一期约30人的测绘训练班，培训测绘参谋，1899年毕业。1902年8月，北洋大臣袁世凯在保定创办北洋行营将弁学堂，在其练官营内设立陆军测绘学堂，实际上是测绘训练班，测绘学员由北洋陆军参谋处测绘股负责遴选，学制8个月，教学内容属于简易测绘范畴。1905年后，将弁学堂所属测绘学堂归并于北洋陆军速成武备学堂（保定军校的前身）。吴佩孚是将弁学堂所属测绘学堂的首期学生。
光绪三十年（1904）1月15日，清政府练兵处在北平创立“练兵处军令司测绘学堂”。此为中国第一所测绘专科学校，校址在北京东城方家胡同。学堂首任总办由练兵处军学司正使王士珍兼任，学堂监督吴兆麟。1904年10月，测绘学堂总办由军令司正使段祺瑞兼任。学堂按照近代测绘专业进行教学，即分为三角、地形、制图三科施教。聘用日本教官及留日教官较多，多采用日本测绘教材。学堂总教官是留学英国的林葆纶。并聘请日本测绘人员5人为教官。后留学日本学习测绘回国的刘器钧、李向荣、陈嘉乐、陈锦章、曾照文等到测绘学堂任教，教官达23人。1906年，清政府成立陆军部，练兵处并入，军令司测绘学堂改称陆军部军咨处测绘学堂。1907年，测绘学堂移至西城祖家街（今富国街3号四合院的北京市第三中学）。1907年2月，招收第二期高等地形班28人、制图班25人。1908年底第一期三角、地形、制图三班66人毕业。1909年军咨处从陆军部独立出来，下设测地司，测绘学堂改称“京师陆军测绘学堂”。学堂总办第三任为章遹骏，第四任为冯耿光，第五任为张祖佑。1910年1月，举办了一期模范（师资）班，为各省测量学堂培训测绘教师，学生由各省陆军测量局选送，共计70人，其中天体科24人，三角科46人。1910年2月第二期毕业。1911年8月，模范班毕业。1911年又招收寻常科70人，分为三角、地形、制图三班。
1911年后中华民国当局把该校改稱「中央陸军測量學校」，隶属参谋本部第六局，首任校长李番。原来在校的寻常班70名学生继续学习。1915年，中央陆军测量学校开办高等科，由各省陆军测量局选送已经工作两年以上的测绘人员入学，后以经费困难停办。1927年北伐战争时，中央陆军测量学校停办。1912年至1927年，中央陆军测量学校共毕业学生482人。
1931年春，南京国民政府在南京大石桥的国民政府軍事委員会参謀本部陆地測量总局驻地设立中央陆地测量学校（校址后为地质部南京地质学校），国民政府軍事委員会参謀本部陆上測量总局局长黄慕松兼校长。设特科、寻常科，开办三角、地形、航空测量和制图班。1935年4月9日国民政府颁发《中央陆地测量学校组织条例》，规定学校教职员编制64人，其中主任教官4人，聘任专科教员5人。学员由各省陆地测量局选送和简易科毕业生招考入学，并举办三角测量和航空测量研究班。设立本科、专科、简易科；设三角、地形、航空测量、制图4个专业。1937年春，学校计划在南京麒麟门外建设新校舍。至抗战爆发前毕业学生448人。
抗日战争爆发后，中央陆地测量学校辗转内地，先后五次迁移驻地。1937年11月淞沪会战失败，学校从南京大石桥疏散至长沙。1938年8月武汉会战濒临失败，中央陆地测量学校的师生队伍从驻扎的长沙三府坪出发，顶着酷暑翻越南岭，向广西桂林行军。在桂林七星岩的岩洞里驻扎下来开始上课。1939年2月日本侵占广州，广东陆地测量学校迁来桂林，并入中央陆地测量学校。1939年，中央陆地测量学校随参谋本部陆地测量总局迁到贵州镇宁。1940年5月，根据国民政府军事委员会关于军事院校的校长一律由国民政府军事委员会委员长兼任的规定，蒋介石兼任中央陆地测量学校校长，原校长刘器钧改任教育长。1940年8月5日，国民政府颁发《中央陆地测量学校组织条例》修正稿，规定学校分本科、专科和简易科，教职工编制111人，学生500人。
1941年7月，在陕西宝鸡成立“军事委员会军令部中央陆地测量学校第一分校”，主任先后为李原、刘述文，隶属陆地测量总局，编制114人，其中官佐64人、士兵50人，在西安、汉中、兰州招收初中、高中文化程度的学生100名，成立战时训练班第一期。一分校分为正班与训练班，编为三角、地形、制图三个班。1942年夏，第一分校迁到陕西武功县城东门外东岳庙。1945年12月，中央陆地测量学校第一分校停办。4年间共培训测绘人员322人。
1941年秋，学校简易班改为战时训练班。1943年，中央陆地测量学校总校迁到贵阳南厂兵营，开始增聘教授，增设实验室，派部分优秀教师留学印度，并于1944年秋增设测量仪器制造科。《中央陆地测量学校校刊》。1944年11月日军桂柳会战攻至贵州省独山县，轰炸贵阳，中央陆地测量学校由镇宁迁重庆北碚澄江镇。1945年3月1日學校更名為「中央測量學校」。1945年春，中央陆地测量学校学制改为研究班、正班（大学部，四年制）、训练班，设大地测量、地形测量、航空测量、地图制印、仪器制造五个系。1941年夏，大学部招生140人。学校选派教师到美国和印度留学。
1946年暑假，学校迁重庆沙坪坝澄江镇原中央大学旧址。1946年6月中央测量学校改组为国防部测量学校，复员搬迁至苏州市，俗称“苏州洋关测校”。至此9年间，中央陆地测量学校毕业727人。
1949年1月，国防部测量学校制定秘密迁台的方案，并对外宣称将迁往广州。后輾轉遷台至花蓮後更名「聯勤測量學校」，授予專修班結訓資格，無授予任何學位(可向國防部及教育部查詢) ;由於花蓮師資難覓，不久遷校至台中市振興路178號，該位址後為「國軍台中財務組」及「復興廣播電臺」使用，目前為空置營區。
1969年（民國58年）3月奉令與「陸軍理工學院」及「海軍工程學院」合併為「中正理工學院」，設立測繪工程學系；2006年9月1日，原「測繪工程學系」、「應用物理學系氣象組」、「軍事工程學系」及「軍事工程研究所」，整合為「環境資訊及工程學系」，並下轄空間科學組、大氣科學組與軍事工程組，分別辦理大學部與碩士班教育。

## 歷任校長
中央陸地測量學校
- 劉器鈞（1932年）[4]

中央陸軍測量學校
- 李蕃[4]
- 曹谟 [5][6]
- 周齊祁 [7]

聯勤測量學校
- 周齊祁

中央陸軍測量學校教育長
- 劉器鈞（1931年～32年、1940年～42年）[4]

## 科系
合併為中正理工學院後，設四年制「正期班」：
- 大地測量學系。
- 地形測量學系。
- 航空測量學系。
- 製圖學系。

原測校的二年三個月制「專修班(無授予學歷)」移併中正理工學院：
(之後又廢除，改制成授予專科學歷的「專科班」)
- 大地測量班。
- 地形測量班。
- 製圖班。

### 引用
1. 1 2 3 4  王树连 史庆和 王晓迪：《中国测绘教育史》，解放军出版社，2011年，ISBN：9787506561938
2. ↑  測量學校專修班就在今「國立花蓮高級中學」的校址 ，王映湘 - 加入青年軍 特準神射手 （页面存档备份，存于），榮民文化網，時間：2006年07月23日
3. ↑  宗旨願景 - 環境資訊及工程學系 （页面存档备份，存于），國防大學理工學院
4. 1 2 3  Chinese Military Students at the Training School of the Japanese Land Survey Department , 1904-1911 （页面存档备份，存于），Sendai, Japan. November 8. , 2010，大阪大学大学院文学研究科・文学部
5. ↑  曹謨 （页面存档备份，存于） - 國家圖書館 期刊文獻資訊網 中國文化研究論文目錄系統：進階查詢
6. ↑  會務活動 的存檔，存档日期2013-11-10. - 中華民國航空測量及遙感探測學會
7. ↑  台灣最早的攝影理論課程 （页面存档备份，存于） - 視丘攝影藝術學院 - 視丘攝影圖書館